# Bateria de silici d'estat sòlid
Una bateria de silici d'estat sòlid o bateria d'estat sòlid amb ànode de silici és un tipus de bateria recarregable de ions de liti que consisteix en un electròlit sòlid, un càtode sòlid i un ànode sòlid basat en silici.
En les bateries de silici d'estat sòlid, els ions de liti viatgen a través d'un electròlit sòlid des d'un càtode positiu fins a un ànode de silici negatiu. Tot i que s'han estudiat ànodes de silici per a bateries d'ions de liti, en gran part es van descartar com a inviables a causa de la incompatibilitat general amb els electròlits líquids. Els avenços del 2021 van mostrar que les bateries de liti-ió de silici d'estat sòlid són possibles i ofereixen molts dels avantatges hipotètics. Els electròlits sòlids interactuen més fàcilment amb l'ànode. Aquestes bateries són diferents d'altres bateries d'estat sòlid per l'ús de silici en lloc de materials menys densos en energia.
El silici és difícil de treballar perquè s'expandeix més d'un 300% durant la litiació (també coneguda com a intercalació de liti). Això contribueix a l'altra dificultat important: la pèrdua de liti a causa d'una acumulació dins de la bateria.

## Història
Les bateries de liti-ió es van proposar per primera vegada en una patent francesa de 1949. La recerca i el desenvolupament van començar a la dècada del 1960. Inicialment, aquestes bateries utilitzaven electròlits líquids orgànics, que s'enfrontaven a dos problemes principals: els electròlits orgànics i el liti metall eren inestables junts, i les dendrites creixien durant els cicles, cosa que podia provocar curtcircuits. A la dècada del 1980 es van proposar dues solucions:
1. substituir el liti per algun altre material,
2. utilitzar un electròlit sòlid.

La investigació sobre el segon d'aquests va conduir a les primeres bateries de liti metàl·lic d'estat sòlid recarregables.
Un prototip de bateria d'estat sòlid amb ànode de silici va ser desenvolupat per a un laboratori gràcies a la col·laboració entre enginyers de la Universitat de Califòrnia, San Diego, i investigadors d'LG Energy Solutions. Els intents de combinar un electròlit sòlid i un elèctrode de xarxa de microsilici van aconseguir una alta densitat d'energia, una baixa degradació de la capacitat durant centenars de cicles de càrrega i temperatures de càrrega més baixes.

## Silici vs liti
Els ànodes de silici tenen una energia específica teòrica de 4200 mAh/g, més de 10 vegades els 372 mAh/g de bateries de liti-ió amb ànodes de grafit. No obstant això, es degraden en electròlits líquids i presenten problemes d'expansió i contracció durant la transferència d'energia. Els intents de mitigar aquests problemes impliquen canviar l'estructura de l'ànode sacrificant una certa energia específica per materials més estables. Altres intents per mitigar els problemes amb els electròlits líquids impliquen ajustar l'electròlit per a una interfície més eficient. El problema més gran amb el silici és l'atrapament d'ions de liti a l'ànode. A causa de les dificultats, les aplicacions comercials van ser pràcticament abandonades.

## Disseny

### Solucions energètiques UCSD/LG
Aquesta tecnologia utilitza electròlits d'estat sòlid de sulfat (SSE) per estabilitzar-lo i permetre l'ús d'un ànode de μSi amb un pes del 99,9%. Això limita els canvis volumètrics de l'ànode de silici durant la litiació i el creixement de les dendrites de liti. El càtode és òxid de liti, níquel i cobalt i manganès. L'ús d'un electròlit d'estat sòlid redueix el contacte del μSi amb l'electròlit a una superfície plana i sòlida. Això fa que la dispersió de Li-Si sigui més reversible. L'ús d'una font de liti no metàl·lica elimina l'alta temperatura que les bateries de liti metàl·lic necessiten per carregar-se.

#### Interfície
Per permetre temperatures de càrrega més baixes i una millor interfície, la bateria utilitza μSi||SSE|| òxid de liti-níquel-cobalt-manganès (NCM811 – LiNi0.8Co0.1Mn0.1O2). Mentre que les bateries d'electròlits líquids tenen un contacte tridimensional entre l'elèctrode i l'electròlit, el silici és prou conductor per permetre un únic pla de contacte. La interfície de l'SSE i l'elèctrode μSi roman en un sol pla durant el canvi volumètric causat per la intercalació de liti. Un únic pla evita les interfícies amb múltiples angles que, d'altra banda, causarien fallades estructurals.

#### Ànode
Les bateries de ions de liti típiques utilitzen un ànode que conté carboni, entre un 20 i un 40 per cent en pes per a les mescles de silici existents. Pot ser completament grafit o, en canvi, utilitzar additius de carboni. En una prova utilitzant NCM811 com a càtode, un ànode de carboni va tenir una meseta de voltatge inicial de 2,5 V. L'ànode de silici en la mateixa prova tenia una fase inicial de voltatge estable de 3,5 V.
L'ús d'un ànode sense carboni és important per evitar que l'SSE pateixi descomposició electroquímica. L'ànode de carboni també va causar una acumulació de la interfase electrolítica sòlida, un resultat indesitjable de la descomposició de l'electròlit. A la bateria sense carboni, el SEI es va estabilitzar ràpidament. El clorur de sulfur de liti i fòsfor forma productes menys reactius.
{\displaystyle {\ce {Li6PS5Cl -> Li2S +Li3P + LiCl}}}
El problema més important de les bateries de silici d'estat sòlid és reduir la pèrdua d'energia de la bateria al llarg del temps, cosa que limita la seva vida útil.